# Bataille de Qousseir (2013)
Pour les articles homonymes, voir Bataille de Qousseir.
Guerre civile syrienne
Batailles
La bataille de Qousseir a lieu du 19 mai au 5 juin 2013 lors de la guerre civile syrienne. Elle oppose le Hezbollah et l'armée arabe syrienne aux rebelles de l'Armée syrienne libre pour le contrôle de la ville de Qousseir.

## Prélude
La ville de Qousseir est peuplée de 25 000  à   30 000 habitants,. Elle est située à 10 kilomètres de la frontière avec le Liban et à 25 kilomètres au sud-ouest de la ville de Homs.
Entre février et avril 2012, des combats éclatent entre l'armée syrienne et les rebelles syriens.
En juillet, la ville est prise par les rebelles.
Qousseir occupe un emplacement stratégique. Pour les rebelles de Homs, Qousseir est le principal point de passage pour les renforts en armes et en combattants en provenance du Liban,,. De plus, la route principale reliant Damas au port de Tartous passe également entre Homs et Qousseir,.
Pendant le mois précédent, les forces armées syriennes ont reconquis les villages environnants, ce qui leur a permis d'encercler la ville.
Lorsque la bataille débute, l'Unicef estime que 10 000  à   12 000 civils sont encore présents à l'intérieur de la ville, manquant « de pain, d’eau ou d’électricité ».

## Forces en présence
Le nombre de combattants du Hezbollah engagés dans la bataille est de 1 700 selon une source de l'AFP proche du mouvement chiite qui parle d'un assaut mené par 17 groupes de 100 combattants,,. Le Washington Institute for Near East Policy donne une estimation de 2 000 hommes, le ministère français des Affaires étrangères de 3 000 à 4 000, et le général Selim Idriss, chef d'état-major de l'Armée syrienne libre, parle de 7 000 hommes,. Ces miliciens sont également encadrés par des Iraniens du Corps des Gardiens de la révolution islamique,,. Le général Qassem Soleimani, le chef de la Force Al-Qods, dirige les opérations lors de la bataille,.
Le régime syrien engage pour sa part 5 000  à   6 000 hommes selon le Washington Institute for Near East Policy. Il mobilise des forces des 3e et 4e divisions blindées, de la Garde républicaine et des Forces de défense nationale,.
Qousseir est défendue par environ 10 à 20 groupes armés,,. Le plus important est la Brigade al-Farouq, et parmi les autres figurent notamment la brigade al-Haqq, le bataillon Mughaweer, les brigades Wadi, le bataillon Qassioun et le bataillon Ayman,,. Le Front al-Nosra est également présent mais de façon assez marginale, l'importance de sa participation à la bataille de Qousseir est exagérée par la propagande du régime syrien,,,. Le conseil militaire de Qousseir est dirigé par le lieutenant-colonel Mohieddin al-Zain, dit Alu Arab. Le nombre de rebelles dans la ville est de 1 500 selon les déclarations du général Selim Idriss à la BBC le 29 mai,. À la date 31 mai, ces troupes bénéficient de renforts issus du Liwa al-Tawhid d'Alep, du bataillon Nasr-Salahaddin de Raqqa et de la brigade Ousra de Deir ez-Zor, au nombre de plusieurs centaines d'hommes selon l'Observatoire syrien des droits de l'homme (OSDH) et d'un millier selon Georges Sabra, le président de la Coalition nationale des forces de l'opposition et de la révolution,,.

## Déroulement
Après deux jours d'accalmie, l'offensive débute le 19 mai par d'intenses bombardements de l'aviation et de l'artillerie loyaliste contre la ville de Qousseir et les villages de Dabaa et Boueida al-Charqiya,,. Ces frappes font au moins 20 morts selon l'OSDH, dont onze rebelles et neuf civils. L'armée syrienne et le Hezbollah lancent ensuite l'assaut sur Qousseir avec des chars,. Les loyalistes attaquent par l'ouest, l'est et le sud. Ils progressent rapidement, surtout au sud. Dès le premier jour, l'armée syrienne affirme s'être emparée du centre de la ville, ce que les rebelles démentent,,,. Cependant 20  à   36 hommes du Hezbollah sont tués et 30 à 70 autres sont blessés dans une embuscade,,,,,,,.
Les rebelles sont repoussés vers la partie nord de la ville,. Après les lourdes pertes de la première journée, le Hezbollah progresse ensuite de manière plus méthodique. Les bombardements causent la plupart des pertes rebelles, tandis que le Hezbollah doit avancer lentement et perd de nombreux hommes à cause des mines et des engins piégés,. Le Hezbollah dépêche également des troupes d'élite en renfort à Qousseir,.
Le 22 mai, l'armée syrienne et le Hezbollah lancent un assaut contre le village d'Hamidiyé, une des trois localités au nord de Qousseir encore contrôlées par les rebelles. Les loyalistes avancent, s'emparent de certaines parties d'Hamidiyé, tentent d'isoler l'aéroport de Dabaa et resserrent l'étau autour du village d'Arjoun,,. Le même jour, Georges Sabra, le président par intérim de la Coalition nationale des forces de l'opposition et de la révolution (CNFOR), appelle les rebelles à rejoindre les défenseurs de Qousseir : « Accourez, bataillons de la révolution et de l'Armée syrienne libre, pour sauver Qoussair et Homs ».
Le 25 mai, les combats sont particulièrement violents. L'armée syrienne et le Hezbollah entrent dans l'aéroport de Dabaa par le nord-ouest. La ville de Qousseir est intensément bombardée,,,. Le Hezbollah déplore de nombreux morts : au moins 10 selon l'OSDH et 22 selon une source de l'AFP proche du mouvement chiite.
Le 26 mai, les loyalistes contrôlent 80 % de Qousseir selon une source de l'AFP proche du Hezbollah. La route de Qousseir à Baalbek, au Liban, principal axe par lequel le Hezbollah achemine ses hommes en Syrie, est également sécurisée,. L'aéroport de Daba est pour sa part encerclé. 
Le 29 mai, des forces du Hezbollah et de la Garde républicaine sont encore envoyées en renfort,,. Le même jour, l'armée syrienne affirme s'être emparée en totalité de l'aéroport de Dabaa, après avoir tué plusieurs dizaines de ses défenseurs et fait des prisonniers.
Le 30 et le 31 mai, les rebelles arrivent à faire passer des renforts à Qousseir,. Entre plusieurs centaines et un millier de combattants issus principalement du Liwa al-Tawhid parviennent à faire une brèche au niveau du village de Chamsinne, au nord-est de Qousseir, puis à entrer à l'intérieur de la ville. Cette percée se fait au prix d'au moins onze morts dans la journée du 30 mai selon l'OSDH,.
Les rebelles restent cependant assiégés dans le nord de Qousseir, où ils sont intensément bombardés par l'aviation et l'artillerie de l'armée syrienne,. Le régime syrien continue également d'acheminer des renforts à Qousseir.
Le 1er juin, les rebelles lancent un assaut contre la base aérienne d'al-Dabaa. 
La situation des assiégés devient cependant intenable à cause du manque de munitions, d'eau et de nourriture. Le 2 juin, le Comité international de la Croix-Rouge demande un cessez-le-feu afin d'évacuer les civils blessés. L'ONU affirme que 1 500 civils ont besoin d'être évacués immédiatement.
Le 5 juin, après d'intenses bombardements nocturnes, le Hezbollah et l'armée syrienne lancent au matin une attaque décisive et s'emparent de la ville de Qousseir en totalité,,,,. Les rebelles, en manque de munitions, se replient sur les villages de Dabaa et Boueida al-Charqiya, au nord de la ville,,. D'autres se rendent,. Environ 5 000  à   6 000 personnes, rebelles et civils, parviennent également à faire une percée et à fuir en direction de Homs. Ces sorties auraient été négociées entre le Hezbollah et l'opposition.
Les rebelles reconnaissent avoir perdu la ville de Qousseir. L'armée syrienne déclare quant à elle dans un communiqué : « Après les exploits successifs dans sa guerre contre le terrorisme organisé, nos forces armées affirment qu'elles n'hésiteront pas à écraser les hommes armés, où qu'ils soient et dans chaque recoin du territoire syrien ». Elle promet également de « faire preuve de clémence envers ceux qui baissent les armes, fuyant Qousseir ou tout autre lieu en Syrie » et appelle « les citoyens de Qousseir à rentrer sans inquiétude dans leurs foyers dans quelques jours ». De son côté, l'Iran « félicite la victoire de l'armée et du peuple syriens contre les terroristes takfiris dans la ville de Qousseir », d'après les déclarations du vice-ministre des Affaires étrangères, Hossein Amir Abdolahian. 
Cependant les combats et les bombardements se poursuivent au nord de Qousseir, dans les villages de Dabaa et de Boueida al-Charqiya, où se sont repliés rebelles et civils, parmi lesquels figurent des centaines de blessés,. Dabaa est pris par l'armée syrienne et le Hezbollah le 6 juin. Le 8 juin, Boueida al-Charqiya tombe à son tour, toute la région de Qousseir est alors reconquise par le régime syrien.
Le 8 juin, plusieurs dizaines de réfugiés, de rebelles et de blessés venus de Qousseir trouvent refuge au Liban, dans la région d'Aarsal,,. Au moins 87 Syriens blessés sont transportés dans des hôpitaux libanais.
La ville de Qousseir est quant à elle en ruine, ravagée par les combats et les bombardements et abandonnée par la majeure partie de sa population.

## Réactions
Avec la bataille de Qousseir, l'intervention du Hezbollah en Syrie apparaît alors au grand jour. Fin avril 2013, Hassan Nasrallah reconnait officiellement pour la première fois que des forces du Hezbollah combattent en Syrie. Cette intervention est condamnée notamment par les États-Unis,, la Turquie et les Émirats arabes unis, tandis que l'Union européenne menace de placer le mouvement sur sa liste des organisations terroristes, à la demande du Royaume-Uni. Au Liban, l'intervention est également qualifiée de « criminelle » par le Courant du futur,, et est condamnée par l'Alliance du 14-Mars et le Jamaa Islamiya. Des affrontements entre rebelles syriens et le Hezbollah débordent alors au Liban, notamment dans la région de Baalbek. Des affrontements entre sunnites et alaouites secouent également Tripoli,,.
Le 25 mai, le secrétaire général du Hezbollah, Hassan Nasrallah, déclare que son mouvement combat en Syrie pour « protéger » le Liban : « Si Assad tombe, la résistance sera affaiblie et le Liban sera à la merci d'Israël »,.
Le 26 mai, la coalition nationale syrienne appelle pour sa part « les honorables membres du Hezbollah à faire défection et à se tenir du côté de la justice ». Le 28 mai, le chef d'état-major de l'Armée syrienne libre, Selim Idriss, lance un ultimatum au gouvernement libanais lui demandant de retirer les combattants du Hezbollah, promettant de « poursuivre les miliciens où qu'ils se trouvent », faisant porter la responsabilité de ce qui se passe au président Michel Sleiman. Il déclare sur la télévision Al-Arabiya : « si l'agression du Hezbollah contre le territoire syrien ne s'arrête pas dans les 24 heures, nous prendrons toutes les actions pour le pourchasser, même en enfer ».
Le 29 mai 2013, les États-Unis, le Qatar et la Turquie déposent au Conseil des droits de l'homme des Nations unies un projet de résolution condamnant « l'intervention de combattants étrangers qui luttent pour le compte du régime syrien à Qousseir »,. La résolution est adoptée par 36 voix contre un, huit pays s'étant abstenus et deux n'ayant pas voté.
Le 7 juin, le Conseil de sécurité des Nations unies adopte une déclaration demandant au gouvernement syrien d'autoriser l'accès à la ville de Qousseir pour les organisations humanitaires. La déclaration est notamment approuvée par la Russie qui avait pourtant bloqué une semaine plus tôt une autre déclaration, presque identique, proposée par le Royaume-Uni.

## Pertes
Le 5 juin 2013, selon l'agence Reuters, un groupe de l'opposition de Qousseir indique que seulement 400 rebelles sont encore en état de combattre alors que 500 autres sont morts et un millier sont blessés après deux semaines de combats,. L'opposition publie également les noms de 431 de ses combattants tués dans la bataille,.
Le 24 mai, un officier de l'armée syrienne responsable des opérations affirme à l'AFP que 600 rebelles ont été tués. Le 6 juin, l'armée syrienne déclare que selon elle les pertes des rebelles sont de 1 257 morts, 1 192 blessés et environ 1 000 prisonniers.
D'après des sources internes, le Hezbollah aurait perdu environ 100 combattants et aurait comptabilisé 200 blessés. Le 23 mai, une source au sein du Hezbollah affirme à l'AFP que 75 combattants du mouvement chiite ont été tués ou mortellement blessés depuis le début de son engagement en Syrie,. À cette date, l'Observatoire syrien des droits de l'homme (OSDH) donne un bilan d'au moins 104 morts en huit mois et précise : « 46 sont morts durant ces cinq derniers jours à Qousseir, 20 autres ce mois-ci dans la région autour de cette ville et 38 ont péri depuis l'automne dans la province de Homs et à Sayyeda Zeinab »,. Le bilan de l'OSDH passe ensuite à 141 morts le 27 mai, dont au moins 79 tués entre le 19 et le 27 mai à Qousseir. Le 28 mai, le journal libanais L'Orient-Le Jour indique que « plus de 120 miliciens du Hezbollah ont déjà été tués dans la bataille de Qousseir, selon des sites Internet ayant publié des listes de noms d’hommes morts au combat » et que « dans le caza de Baalbeck, presque chaque village a perdu un milicien, au moins ». Pour l'Intelligence and Terrorism Information Center (en), 114 hommes du Hezbollah ont été tués à Qousseir entre le 19 mai et le 5 juin 2013.
Selon Will Fulton, expert au American Enterprise Institute, huit officiers iraniens sont également tués lors de la bataille.
L'Observatoire syrien des droits de l'homme (OSDH) ne donne pas de bilan global des combats, mais fournit quelques bilans ponctuels  :
- Du 19 au 21 mai : au moins 76 rebelles, 31 combattants du Hezbollah, 9 soldats de l'armée syrienne, 3 miliciens du régime et 8 civils sont tués[11] ;
- Le 24 mai : au moins 5 rebelles et 2 civils sont tués[102] ;
- Le 25 mai : au moins 32 rebelles, 10 combattants du Hezbollah et 6 civils sont tués[103] ;
- Le 30 mai : au moins 10 rebelles et 2 civils sont tués[104] ;
- Le 1er juin : au moins 4 rebelles sont tués[105].
- Les 4 et 5 juin : au moins 11 morts et 25 blessés dans les rangs de l'armée syrienne[12]

Le nombre des civils tués n'est pas connu. Selon Nader al-Hussaini, un militant de l'opposition à la tête du centre des médias des comités de coordination de Homs et présent à l'intérieur de Qouesseir, 45 civils périssent sous les bombardements entre le 19 et le 21 mai.
Le 1er juin, Valerie Amos, secrétaire général adjoint pour les Affaires humanitaires et Coordinateur des secours d'urgence, et Navanethem Pillay, Haute-Commissaire des Nations unies aux droits de l'homme, estiment que 1 500 blessés « requérant une évacuation immédiate pour des soins médicaux d'urgence » se trouvent à l'intérieur de Qousseir.
Yara Abbas, une journaliste syrienne de la chaîne d'information en continu Al-Ikhbariya est également tuée le 27 mai, près de l'aéroport de Dabaa.

## Suites
Deux otages occidentaux, l'enseignant belge Pierre Piccinin da Prata et le journaliste italien Domenico Quirico (it), enlevés par un groupe rebelle en avril 2013, sont retenus comme otages à l'intérieur de Qousseir pendant la bataille,. Ils quittent la ville début juin, parmi une foule de 5 000  à   6 000 personnes qui fuit en direction de Homs,. Ils sont libérés le 8 septembre 2013. 
Après la bataille, la ville de Qousseir reste contrôlée par le Hezbollah. C'est à Qousseir, le 13 novembre 2016, que le Hezbollah organise pour la première fois un grand défilé militaire hors du Liban, avec notamment des chars T-72 et des blindés M113,.

### Vidéographie
- Le Hezbollah enterre ses soldats tombés à Qoussair, Le Monde,  27 mai 2013.